# ブレントン・リカード
ブレントン・リカード（Brenton Rickard、1983年10月19日 - ）は、オーストラリア・クイーンズランド州ブリスベン出身の男子競泳選手。種目は平泳ぎ。

## 経歴
8歳のころから水泳を始める。
2004年のアテネオリンピックは選考会で敗れ出場できなかった。2005年の世界選手権は50m平泳ぎで8位、100m平泳ぎと200m平泳ぎは準決勝敗退であった。
2007年の世界選手権の100m平泳ぎで銅メダル、200m平泳ぎで銀メダル、メドレーリレーで金メダルを獲得する。
2008年の北京オリンピックでは100m平泳ぎで5位だったものの、200m平泳ぎとメドレーリレーでは銀メダルを獲得する。
2009年の世界選手権で100m平泳ぎで日本の北島康介の持つ世界記録を破る58秒58で金メダルを獲得した。

## 自己ベスト
- 50m 平泳ぎ : 26秒95 (2009年)
- 100m 平泳ぎ : 58秒58 (2009年)
- 200m 平泳ぎ : 2分07秒89 (2009年)